# La science des Chinois
La science des Chinois è un trattato che raccoglieva le relazioni di viaggio e le notizie relative ai “Mondi Sconosciuti”. Il libro si inseriva in un contesto di fascinazione settecentesca per le chinoiserie. Al suo interno troviamo numerosi resoconti di viaggio nell'Estremo Oriente compiute nel XVI e XVII secolo da Gesuiti, che sotto il Re Sole crearono a Parigi, per volontà del Re la Société des missions étrangères, alla quale si deve la redazione del libro, curato da Melchisédech Thévenot.